# Birk Ruud
Birk Ruud (Bærum, 2 de abril de 2000) es un deportista noruego que compite en esquí acrobático, especialista en las pruebas de slopestyle y big air.
Participó en los Juegos Olímpicos de Pekín 2022, obteniendo una medalla de oro en la prueba de big air.
Ganó cinco medallas en el Campeonato Mundial de Esquí Acrobático entre los años 2019 y 2025. Adicionalmente, consiguió seis medallas en los X Games de Invierno.

## Medallero internacional
| Juegos Olímpicos   | Juegos Olímpicos           | Juegos Olímpicos  | Juegos Olímpicos |
| Año                | Lugar                      | Medalla           | Prueba           |
| ------------------ | -------------------------- | ----------------- | ---------------- |
| 2022               | Pekín (China)              | Medalla de oro    | Big air          |
| Campeonato Mundial |                            |                   |                  |
| Año                | Lugar                      | Medalla           | Prueba           |
| 2019               | Park City (Estados Unidos) | Medalla de plata  | Slopestyle       |
| 2023               | Bakuriani (Georgia)        | Medalla de oro    | Slopestyle       |
| 2023               | Bakuriani (Georgia)        | Medalla de bronce | Big air          |
| 2025               | Engadina (Suiza)           | Medalla de oro    | Slopestyle       |
| 2025               | Engadina (Suiza)           | Medalla de bronce | Big air          |

| X Games de Invierno | X Games de Invierno    | X Games de Invierno | X Games de Invierno |
| Año                 | Lugar                  | Medalla             | Prueba              |
| ------------------- | ---------------------- | ------------------- | ------------------- |
| 2018                | Bærum (Noruega)        | Medalla de oro      | Big air             |
| 2019                | Aspen (Estados Unidos) | Medalla de oro      | Big air             |
| 2020                | Aspen (Estados Unidos) | Medalla de plata    | Big air             |
| 2020                | Hafjell (Noruega)      | Medalla de plata    | Big air             |
| 2023                | Aspen (Estados Unidos) | Medalla de bronce   | Big air             |
| 2024                | Aspen (Estados Unidos) | Medalla de oro      | Slopestyle          |